# Die Verführerin (1929)
Die Verführerin (Originaltitel:  Hjärtats triumf) ist ein schwedisch-britisches Stummfilm-Melodram aus dem Jahre 1929 von Gustaf Molander mit Carl Brisson und Edvin Adolphson in den Hauptrollen. Die Deutsche Lissy Arna verkörpert die weibliche Hauptrolle, die titelgebende Verführerin.

## Handlung
Torsten lebt und arbeitet mit seiner Schwester Eva und Evas Verlobten Lars, seinem Freund, in einem kleinen schwedischen Bergarbeiterdorf nördlich des Polarkreises. Eva führt den beiden Männern den Haushalt. Märta Tamm, die Tochter des ortsansässigen Wirtshausbesitzers, war einige Zeit in der Großstadt. Nun ist sie in ihre nordschwedische Heimat zurückgekehrt und beginnt ziemlich unverblümt sowohl mit Torsten als auch mit dem vergebenen Lars zu flirten. Märta erfährt von einem alten Goldschatz, der irgendwo in den Bergen versteckt sein soll, und versucht, die beiden Freunde sowohl zu verführen als auch dazu zu bringen, mit ihr nach dem Schatz zu suchen.
Weder Lars noch Torsten wissen von Märtas Plänen bzw. ihren Manipulationskünsten gegenüber dem Rivalen. Eva hingegen durchschaut rasch das Spiel der titelgebenden Verführerin Märta. Ihr missfällt sehr, wie ihre Versuche, Lars von ihr wegzulocken, allmählich Früchte zu tragen beginnen. Derweil begeben sich Torsten wie auch Lars in die Wildnis, um nach Märtas angeblichem Schatz zu suchen. Als heftiger Schneesturm aufkommt, suchen die beiden Männer Schutz in einer Berghütte. Hier bricht beider Rivalität Bahn, und es droht ein Kampf auf Leben und Tod. Erst ein Grubenunglück lässt Torsten und Lars wieder zur Besinnung kommen. Ihre Freundschaft ist stärker als alle Verführungskünste Märtas. Und auch Lars und Eva finden wieder zusammen. Der Triumph des Herzens, wie der schwedische Originaltitel verheißt, hat seinen Siegeszug vollendet.

## Produktionsnotizen
Die Verführerin entstand im Januar und Februar 1929 im hohen Norden Schwedens und wurde in Deutschland noch vor den Premieren in Schweden (16. September 1929) und Großbritannien (1930) gezeigt. In Berlin lief der Streifen am 6. August 1929 der Produktionsfirmen Film AB Minerva, Stockholm und British International Pictures, London im Berliner Capitol-Kino an.
Die Produktionsleitung übernahm der Filmarchitekt Vilhelm Bryde. Åke Dahlqvist diente Chefkameramann Julius Jaenzon als einfacher Kameramann.
Curt Wesse stellte die deutsche Fassung her.

## Kritiken
Die schwedischen Kritiken waren wenig begeistert von Molanders Inszenierung: Im Arbetaren hieß es abschließend, „Wir müssen es daher als Verschwendung von Geld und Arbeit betrachten, ganz zu schweigen von der Zeit des Publikums, die der Betrachtung dieser langweiligen Geschichte gewidmet werden muss.“ Eine andere Kritik schlussfolgerte: „Svensk Filmindustris neuester Wildnisfilm „Hjärtats Triumph“ war ein größerer Triumph für die Wildnis als für das Herz. Die Stärke dieses Films liegt in der Darstellung der Wildnis und in der Darstellung des Lebens in den Siedlergemeinden im oberen Norrbotten – der Enge, der Einsamkeit, die „Langeweile des Landes“, wurde perfekt auf die Leinwand eingefangen. Hier haben Regisseur und Kameramann hervorragende Arbeit geleistet, die in der Darstellung des Bergbaurennens gipfelt, einer brillanten Szene, die völlig illusorisch wiedergegeben wurde. Die Schwäche des Films scheint hauptsächlich am Drehbuch zu liegen, dessen pseudoromantische Liebesgeschichte nicht allzu einfach gewesen sein dürfte, sie zu erfassen und zu erspüren.“ Im Aftonbladet urteilte man etwas freundlicher: „Dr. Paul Merzbach, der das Drehbuch geschrieben hat, hat hier ein Stück nordische Geschichte geschaffen, das packt und reißt. Das Publikum krümmte sich und quälte sich, als sich die realistischen Szenen der Minenexplosion abspielten. Auch die Schneestürme auf dem Berg vermittelten ein lebendiges Bild davon wie es bei den Katastrophen abläuft, die fast jedes Jahr Menschenleben fordern.“
Auch der Deutsche Walter Kaul zeigte sich, im Berliner Börsen-Courier, eher enttäuscht: “Der Schwedenfilm ist tot. Seine großen Regisseure starben oder verflachten in Hollywood. (…) Die Verführerin ist ein Zwitter von amerikanischem Vamp und bäurischem Weibsteufel. (…) Gustav [sic!] Molanders Regie bringt nichts Neues, sie bleibt nicht nur hinter den älteren Schwedenfilmen, sie bleibt auch hinter Grunes Schlagende Wetter zurück, der technisch (besonders in den Katastrophenszenen) vor Jahren bereits bedeutend besser gemacht war. (…) Die Verführerin zehrt von ihren großen Vorgängern. Der Film hat Atmosphäre, er hat Zusammenspiel. Er wird von neuen und starken Schauspielern getragen. Lissi Arna, der aus Deutschland geholte Star, enttäuscht zwar. Sie macht zu viel. Sie ist allzu deutlich und plakathaft. Aber die schwedischen Schauspieler faszinieren wieder. Anna Lindahls herbe Verhaltenheit löst sich wundervoll im Spiel. Vor allem aber ist auf Edvin Adolphson aufmerksam zu machen., der mit brennender Intensität einen Liebhaber … gibt.”